# 泾川站
泾川站，位于中华人民共和国甘肃省平凉市泾川县，是西平铁路上的火车站，2015年4月20日启用营运，兰州铁路局管辖。

## 歷史
- 2015年4月20日通车启用。[2]

## 外部連結
- 中国铁路客户服务中心（页面存档备份，存于）